# Philipp Heintz

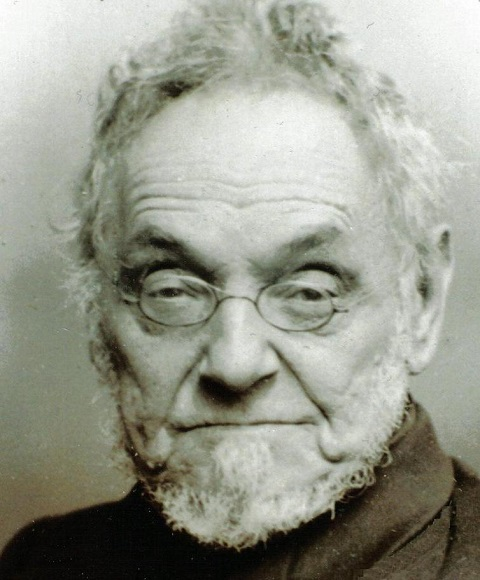
Philipp Heintz (um 1885)

Philipp Heintz (* 9. November 1809 in Zweibrücken; † 3. November 1893 in Frankenthal) war ein pfälzischer Rechtsanwalt und Stadtrat. Er war 1849 für wenige Monate linksliberaler, bayerischer Landtagsabgeordneter.

## Leben
Heintz war Sohn eines Metzgers und besuchte das Gymnasium in Zweibrücken. Danach studierte und promovierte er in Rechtswissenschaften. Danach war er Rechtskandidat in Zweibrücken und praktiziert nach dem Staatskonkurs seit dem 1. Februar als Rechtsanwalt in Frankenthal. Während der Märzrevolution gründete Heintz 1848 mit dem Arzt Julius Bettinger und dem Anwalt Georg Jacob Stockinger die Frankenthaler Section des Pfälzischen Volksvereins. Sie forderten „eine ganze Umgestaltung des sozialen und politischen Zustandes im Kreis des Bürgerlichen Lebens.“ Bei der Kandidatenaufstellung zur Frankfurter Nationalversammlung wurde Heintz in Frankenthal hinter Adolph Boyé zum zweiten Ersatzmann gewählt. Der Gegenkandidat Stockinger fiel in seiner Heimatstadt und in Kirchheimbolanden durch, Wahlkreiskandidat und Abgeordneter wurde Carl Spatz. Im Pfälzischen Volksverein gehörte er bis April 1849 dem Bezirksausschuss Frankenthal an.
Philipp Heintz wurde 1849 der erste Frankenthaler Wahlkreisvertreter in der Kammer der Abgeordneten des Bayerischen Landtags. Dieser wurde am 7. Dezember 1848 zum ersten Mal nach neuem Wahlrecht gewählt und trat am 15. Januar 1849 zusammen. Heintz war dort Mitglied des V. Ausschusses für die Beschwerden. Die 19 Abgeordneten aus der Rheinpfalz galten dort als Vertreter der „radikalen Linken“. Nach dem gescheiterten Pfälzischen Aufstand wurde der 13. Bayerische Landtag am 10. Juni 1849 durch König Maximilian II. aufgelöst.
Heintz rechtfertigte im gleichen Jahr die Aufstandsbewegung, „weil [diese] aus dem Rechtsgefühl des Volkes hervorgegangen“ sei. Er erhielt später den Ehrentitel Justizrat und wirkte in Frankenthal als Stadtrat.
Es besteht keine nahe Verwandtschaft mit Philipp Casimir Heintz und dem bayerischen Justizminister von 1848.